# Muzeum Regionalne w Chojnowie
Muzeum Regionalne – muzeum będące jednostką organizacyjną miasta Chojnowa, powołane do życia w celu gromadzenia, badania oraz opieki nad obiektami posiadającymi wartość historyczną i artystyczną z terenu Chojnowa i Dolnego Śląska. Siedzibą Muzeum Regionalnego jest wybudowany w XIII w. i przebudowany w XVI w. zamek Piastów legnicko-brzeskich.
Historia instytucji sięga 1903 roku, kiedy to podjęto decyzję o organizacji w Chojnowie Muzeum Starożytności (niem. Alterthums-Museum). Oficjalne otwarcie muzeum nastąpiło 27 września 1908 roku. Pierwotną siedzibą instytucji była Baszta Tkaczy; w 1933 roku siedziba muzeum przeniesiona została do budynku zamku. Przed II wojną światową zbiory muzealne liczyły około pięciu tysięcy eksponatów, które po 1945 roku uległy niemal całkowitemu rozproszeniu. Reaktywacja placówki pod nazwą Muzeum Miejskie nastąpiła 25 stycznia 1959 roku; w 1975 roku instytucja została przemianowana na Muzeum Regionalne.
Współczesne zbiory muzealne przekraczają liczbę 1140 eksponatów. W ramach wystaw stałych prezentowane są: ekspozycje archeologiczne (pradzieje Ziemi Chojnowskiej, renesansowe kafle odkryte na zamku) oraz historyczne (dzieje miasta, dawne rzemiosła oraz militaria). Ekspozycje uzupełniają zbiory sztuki, numizmatów, rękodzieła artystycznego, mebli oraz kamieniarki nagrobnej, ogrodowej i relikty zabudowań zamkowych w ramach wystawy plenerowej.
Muzeum Regionalne stanowi jedną z największych w Chojnowie instytucji kulturalnych i edukacyjnych. Zarówno w budynku zamku, jak i w będącej filią muzeum Baszcie Tkaczy, regularnie organizowane są wystawy, wykłady tematyczne, imprezy mające na celu przybliżanie historii oraz koncerty muzyki dawnej.

## Organizacja

### Status prawny i struktura organizacyjna
Muzeum jest samorządową instytucją kultury, jako jednostka organizacyjna gminy miejskiej Chojnów. Bezpośredni nadzór nad nią sprawuje Burmistrz Miasta Chojnowa, natomiast nadzór ogólny nad działalnością placówki sprawuje Minister Kultury i Dziedzictwa Narodowego. Muzeum Regionalne w Chojnowie działa w oparciu o: ustawę o muzeach, ustawę o organizowaniu i prowadzeniu działalności kulturalnej oraz własny statut.

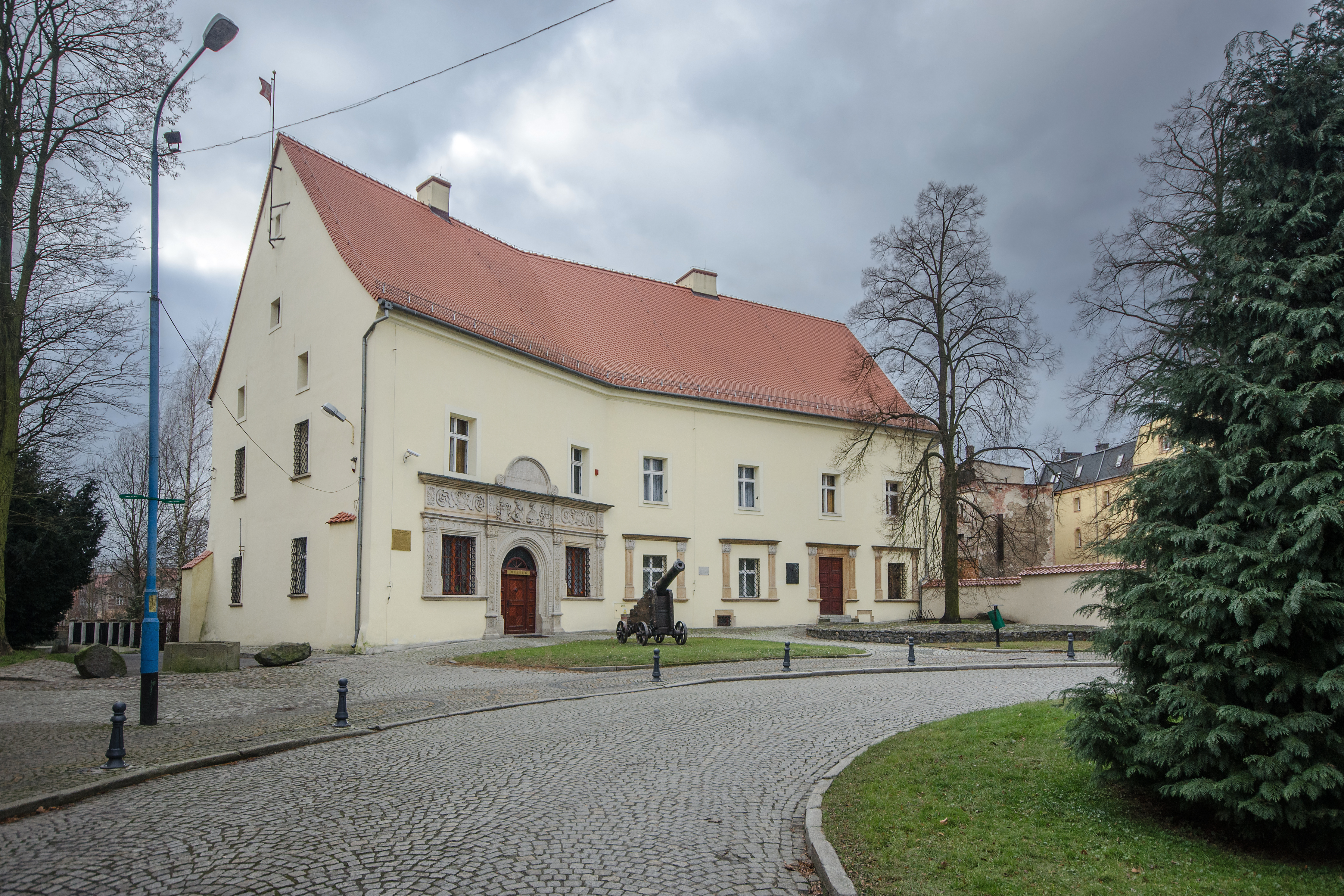
Zamek Piastów legnicko-brzeskich – siedziba muzeum

Siedzibą muzeum jest Zamek Piastów legnicko-brzeskich, terenem działania natomiast miasto Chojnów oraz bliżej niesprecyzowany rejon chojnowski. W skład muzeum wchodzi pięć działów: Archeologii, Etnografii, Historii, Sztuki oraz Naukowo-Oświatowy. 
Działalność muzeum jest finansowana ze środków gminy miejskiej Chojnów, dochodów własnych i innych źródeł. Muzeum może prowadzić działalność gospodarczą w zakresie: sprzedaży wydawnictw i pamiątek, wynajmu pomieszczeń i usług konserwatorskich, a środki uzyskane z tej działalności mogą być wykorzystane wyłącznie na działalność statutową muzeum.
Muzeum Regionalnym zarządza dyrektor powoływany i odwoływany przez Burmistrza Miasta Chojnowa. Powoływanie dyrektora odbywa się w drodze konkursu. Zgodnie ze statutem do zakresu działań dyrektora należy w szczególności: ogólne kierownictwo w sprawach naukowo-badawczych, oświatowych, organizacyjnych i administracyjnych, ogólny nadzór nad zbiorami i majątkiem muzeum, reprezentowanie placówki na zewnątrz, przedstawienie właściwym instytucjom i organom planów rzeczowych i finansowo-inwestycyjnych, bezpośrednie kierowanie personelem naukowym, stwarzanie warunków do podnoszenia kwalifikacji zawodowych pracowników oraz wydawanie w obowiązującym terminie i trybie regulaminów oraz instrukcji zarządzeń wewnętrznych.

### Zadania muzeum
Zgodnie ze statutem, muzeum realizuje swoje cele w szczególności przez:
1. gromadzenie dóbr kultury w zakresie archeologii, etnografii, sztuki, historii i techniki z terenu Chojnowa i Dolnego Śląska,
2. katalogowanie i naukowe opracowywanie zgromadzonych muzealiów,
3. przechowywanie gromadzonych dóbr kultury w warunkach zapewniających im właściwy stan zachowania i bezpieczeństwa oraz magazynowanie ich w sposób dostępny dla celów naukowych,
4. zabezpieczenie i konserwację muzealiów, oraz w miarę możliwości zabezpieczenie stanowisk archeologicznych oraz innych nieruchomych obiektów kultury materialnej i przyrody,
5. urządzanie wystaw,
6. organizowanie i prowadzenie badań, ekspedycji naukowych oraz prac wykopaliskowych na terenie powiatu legnickiego,
7. prowadzenie działalności edukacyjnej,
8. udostępnianie zbiorów do celów naukowych i edukacyjnych,
9. zapewnienie właściwych warunków zwiedzania i korzystania ze zbiorów.

## Historia

### Alterthums-Museum i Heimatmuseum

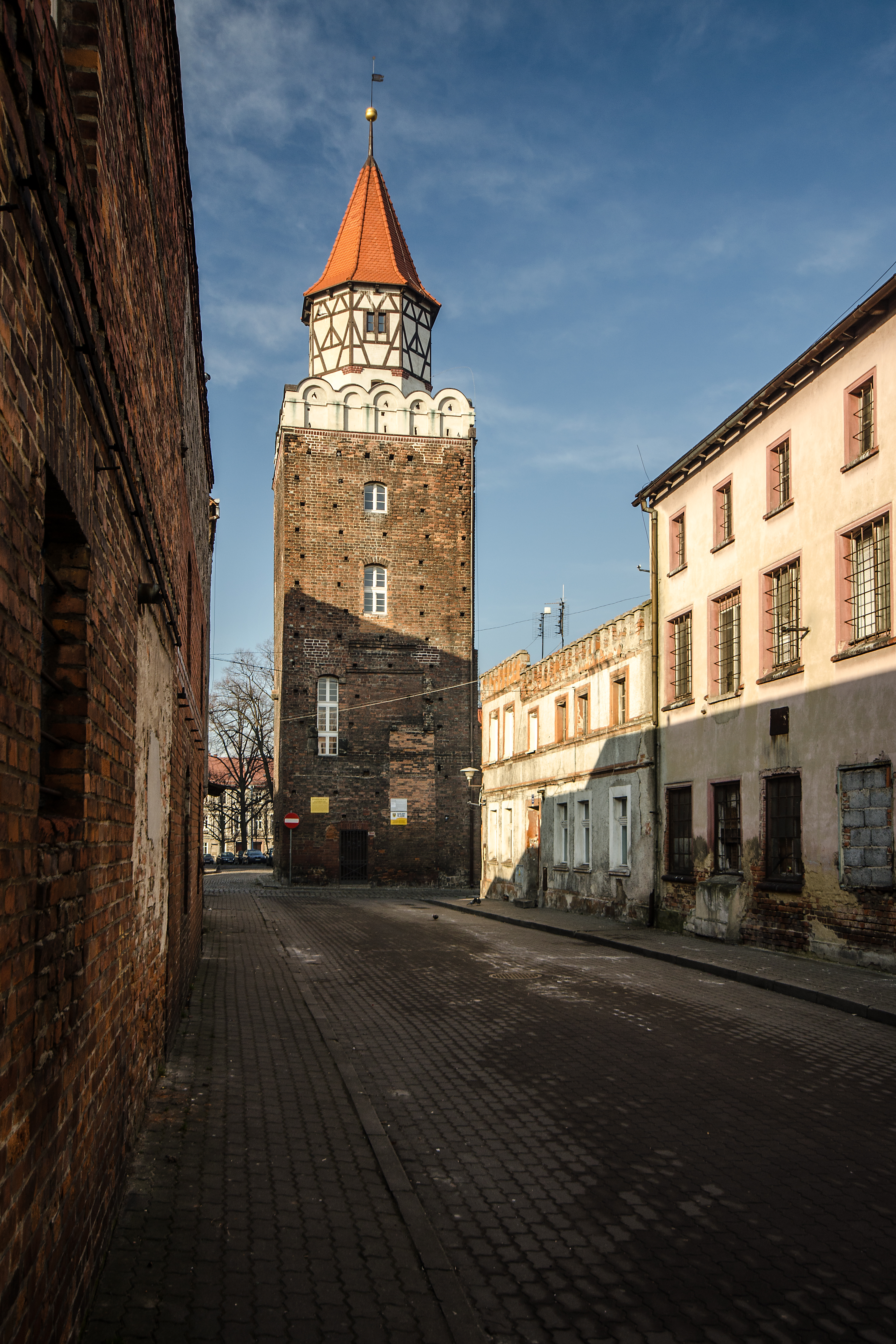
Baszta Tkaczy

Proces organizacji w Chojnowie pierwszego muzeum rozpoczął się w 1903 roku. Rok później zaczęto gromadzenie eksponatów, których liczba w dniu otwarcia placówki wynosiła 500. Pierwszym zabytkiem odnotowanym w inwentarzu (założonym w 1907 roku) było śląskie łoże z baldachimem. Na siedzibę muzeum wytypowano XV-wieczną Basztę Tkaczy – jedyną zachowaną wieżę, będącą częścią danych umocnień obronnych Chojnowa. Działalność placówki, której nadano nazwę Muzeum Starożytności (niem. Alterthums-Museum), została uroczyście zainaugurowana 27 września 1908 roku. Pierwszym kierownikiem muzeum i opiekunem zbiorów został Oskar Kundt – miłośnik archeologii, nauczyciel matematyki i dyrygent lokalnego chóru. 
Oskar Kundt od 1925 roku prowadził starania o pozyskanie na potrzeby Muzeum Starożytności zabytkowego budynku zamku Piastów legnicko-brzeskich, będącego ówcześnie siedzibą sądu grodzkiego. W 1933 władze miasta podjęły decyzję o przeznaczeniu dawnej rezydencji książęcej na siedzibę placówki. Od 1935 roku trwał proces wdrażania nowej koncepcji wystaw w chojnowskim muzeum, której inicjatorem był Gustav Barthel, historyk sztuki i dyrektor Zbiorów Sztuki Miasta Wrocławia oraz opiekun lokalnych muzeów regionalnych. W Chojnowie doszło wówczas do selekcji zbiorów – wyłączenia z ekspozycji eksponatów uznanych za mało wartościowe oraz podzielenie pozostałych zbiorów na dwie grupy, które obejmowały osobno sztukę mieszczańską i ludową. W międzyczasie podjęto prace remontowe w zamku. Nowa ekspozycja w odnowionym muzeum (nazywanym ówcześnie Heimatmuseum) otwarta została w sierpniu 1938 roku. 
Do 1945 roku w chojnowskim muzeum udało się zebrać łącznie ponad 5 tysięcy eksponatów. Kres istnienia ówczesnej placówki przyniosła II wojna światowa.

### Reaktywacja. Funkcjonowanie muzeum w okresie PRL
W 1945 roku Chojnów w efekcie powojennej zmiany granic przeszedł pod polską administrację. Eksponaty zebrane w lokalnym muzeum uległy niemal całkowitemu rozproszeniu. Większość zbiorów trafiła do Muzeum Państwowego (obecnie Muzeum Narodowego) we Wrocławiu, natomiast w budynku muzealnym zlokalizowano Zbiornicę Księgozbiorów Zabezpieczonych Ministerstwa Oświaty, na czele której stanął Zygmunt Ryżewski. W 1949 roku w zamku zlokalizowano również siedzibę Miejskiej Biblioteki Publicznej.
Pierwsze plany reaktywacji muzeum pojawiły się już w 1947 roku i zakładały powstanie placówki do celów edukacyjnych i repolonizacyjnych. Inicjatywa ówczesnego burmistrza Władysława Zimmera nie zyskała jednak aprobaty. W 1950 roku zamknięto znajdującą się w chojnowskim zamku zbiornicę księgozbiorów, natomiast siedziba biblioteki przeniesiona została do budynku Zarządu Miasta. Przez sześć kolejnych lat dawna rezydencja książęca nie miała użytkowników; w tym czasie chęć reaktywacji w niej muzeum wyrażała lokalna grupa miłośników historii, w gronie której znaleźli się m.in. Juliusz Poźniak, Karol Krzeszowski, Kazimierz Kozak oraz Alfred Żydek. W 1956 roku miejscowy nauczyciel Józef Kapelczak zwrócił się do Muzeum Śląskiego we Wrocławiu o pomoc dla chojnowskich pasjonatów, dążących do uruchomienia muzeum. 

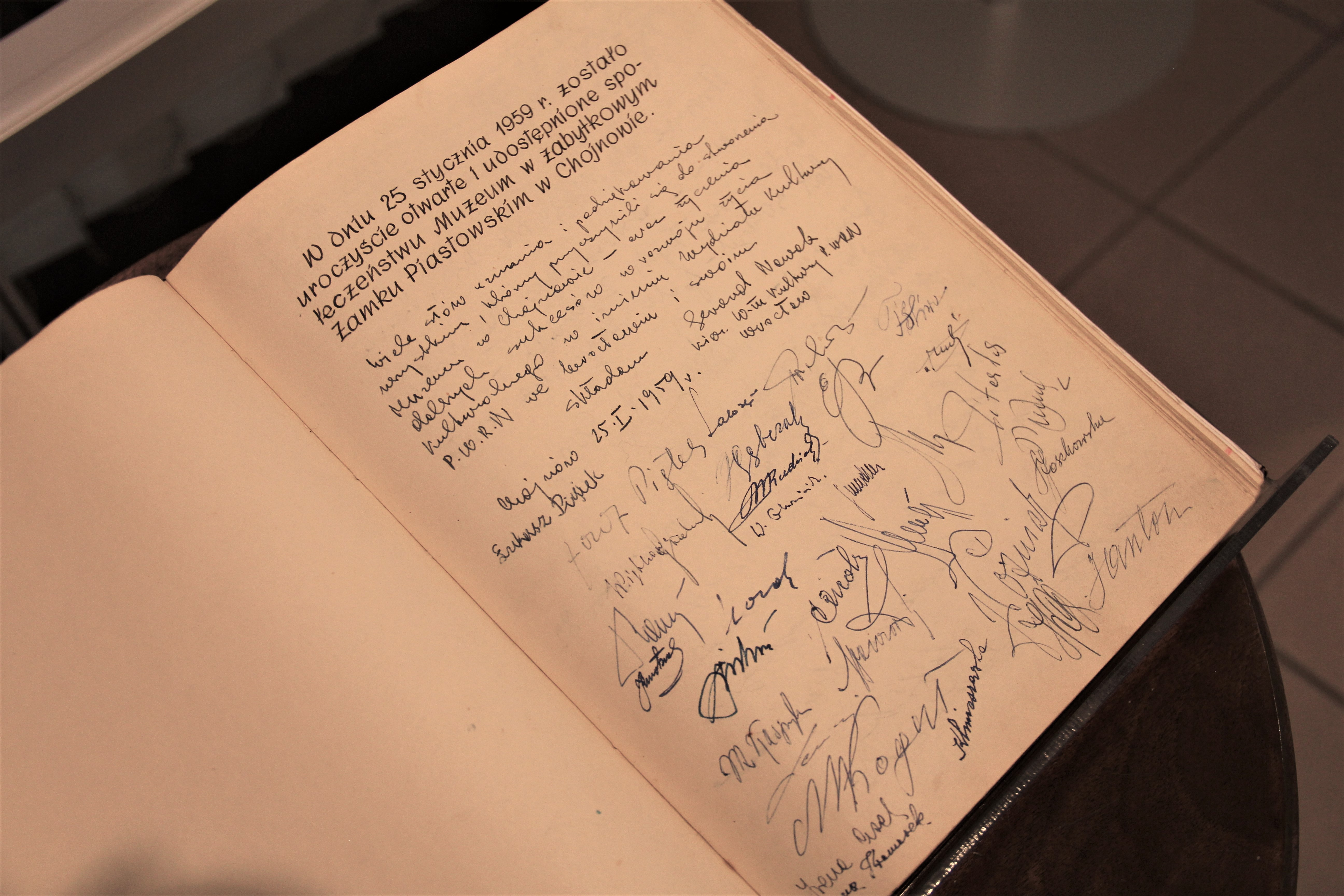
Wpis w muzealnej kronice z okazji reaktywacji placówki

28 stycznia 1957 roku zostało powołane Kierownictwo Muzeum Miejskiego przy Prezydium Miejskiej Rady Narodowej w Chojnowie. W marcu tego samego roku do Chojnowa przyjechali przedstawiciele Muzeum Śląskiego, na czele których stanął Józef Piątka, który wyselekcjonował część eksponatów, opierając wystawę głównie na depozytach Muzeum Śląskiego, które zostały uzupełnione ocalałymi eksponatami poniemieckiego Heimatmuseum i darami od osób prywatnych, instytucji i zakładów z całego regionu. Gromadzeniem zbiorów zajmowali się: Józef Kapelczak, Juliusz Poźniak oraz Alfred Żydek, natomiast konsultantami podczas przygotowywania ekspozycji byli: Maria Chrzanowska, Józef Gębczak, Marian Haisig, Janina Smacka, Bożena Steinborn oraz Mieczysław Zlat. W samym budynku zamku rozpoczęły się trwające dwa lata prace remontowe. 
Uroczyste otwarcie Muzeum Miejskiego w Chojnowie miało miejsce 25 stycznia 1959 roku. W ramach ekspozycji zaprezentowano około 300 zabytków, w tym: zbiory archeologiczne, rzemiosło artystyczne i sztukę cechową, militaria, ekspozycję związaną z historią miasta, zbiory etnograficzne oraz księgozbiory. Pierwszym kierownikiem placówki został Michał Rudziak, którego w 1960 roku zastąpił Adam Kogut. Następnie na czele instytucji stali kolejno: Zygmunt Ryżewski (1964-1965), Emilia Próchnicka (1965-1970), Zenon Skowroński (1970-1973) i Krystyna Winiarska (1973-1975).
W latach 60. XX wieku nastąpił kolejny duży odpływ zabytków z chojnowskiego muzeum, co było efektem wdrażania projektu specjalizacji muzeów. Ówczesna koncepcja zakładała przemianowanie placówki na muzeum myślistwa. Wówczas za zgodą konserwatora zabytków zdecydowano o przeniesieniu do muzeów wrocławskich m.in. zespołu czepców śląskich, który był jednym z eksponatów jeszcze przedwojennego Heimatmusuem. Pomysł stworzenia w Chojnowie muzeum myślistwa ostatecznie nie został zrealizowany; podobny los spotkał także koncepcję, która narodziła się na przełomie lat 70. i 80., kiedy to zamek Piastów miał stać się siedzibą muzeum eklektyzmu.
W 1975 roku placówka została przemianowana na Muzeum Regionalne, wówczas jej kierownikiem został Henryk Mędrek, którego rok później zastąpił Eugeniusz Kunysz. W 1977 roku na czele instytucji stanęła Anna Poźniak, która zarządzała muzeum do 1990 roku. Wraz z rosnącą liczbą eksponatów pod koniec lat 80. XX wieku pojawiły się koncepcje gruntownej modernizacji zamku i dobudowania nowego pawilonu, który miałby zostać zlokalizowany pomiędzy budynkiem chłodni sąsiedniego browaru a zachodnim skrzydłem muzeum. Ostatecznie, ze względu na kryzys gospodarczy, projekt został niezrealizowany.

### Po 1989. Muzeum w rękach samorządu

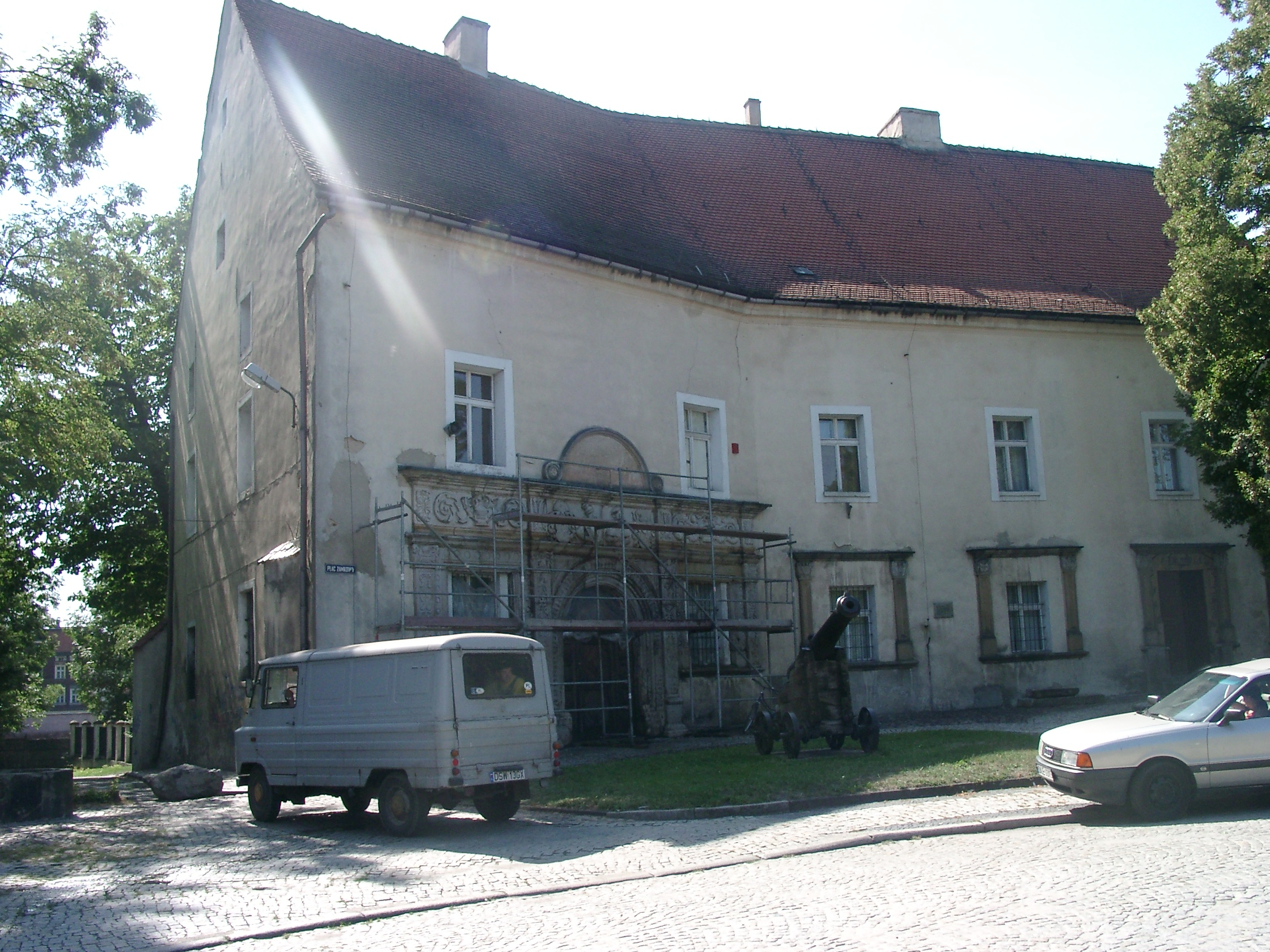
Zamek przed remontem elewacji

W 1990 roku funkcję dyrektora Muzeum Regionalnego objął Jerzy Janus. W latach 90. XX wieku rozpoczął się proces przyporządkowania placówek muzealnych lokalnym jednostkom samorządu terytorialnego, mających strukturalny problem z ich utrzymaniem. W 1999 roku finansowane dotychczas z Funduszu Rozwoju Kultury chojnowskie muzeum stało się jednostką organizacyjną miasta. W efekcie trudnej sytuacji finansowej pojawiły się koncepcje likwidacji placówki, do której ostatecznie nie dopuszczono; konieczne okazało się natomiast zmniejszenie liczby etatów.
Pomimo trudności finansowych, w latach 1990–1995 na terenie dawnego założenia zamkowego przeprowadzono szeroko zakrojone badania archeologiczne. Ich efektem było odkrycie m.in. setek renesansowych kafli oraz relikty zabudowań zamkowych, które po zakończeniu badań stały się częścią plenerowej wystawy archeologicznej. W międzyczasie do użytku oddano lapidarium w piwnicach. Inną ważną inwestycją zrealizowaną w latach 90. XX wieku był remont sali wystaw czasowych. W 2004 roku rozpoczęły się prace na konserwacją renesansowego portalu chojnowskiego zamku. Kolejną dużą inwestycją zrealizowaną w siedzibie muzeum był remont elewacji i dachu jaki miał miejsce w 2008 roku. W 2014 roku pod władanie muzeum powróciła Baszta Tkaczy, w której otwarto ekspozycję i zorganizowano punkt widokowy. Zabytkowy obiekt wcześniej przeszedł gruntowny remont – zarówno wewnątrz jak i na zewnątrz. 
W 2019 roku funkcję dyrektora Muzeum Regionalnego objął Mariusz Garbera, który w 2021 roku został zastąpiony przez Andrzeja Świdurskiego.

## Budynki

### Zamek Piastów legnicko-brzeskich

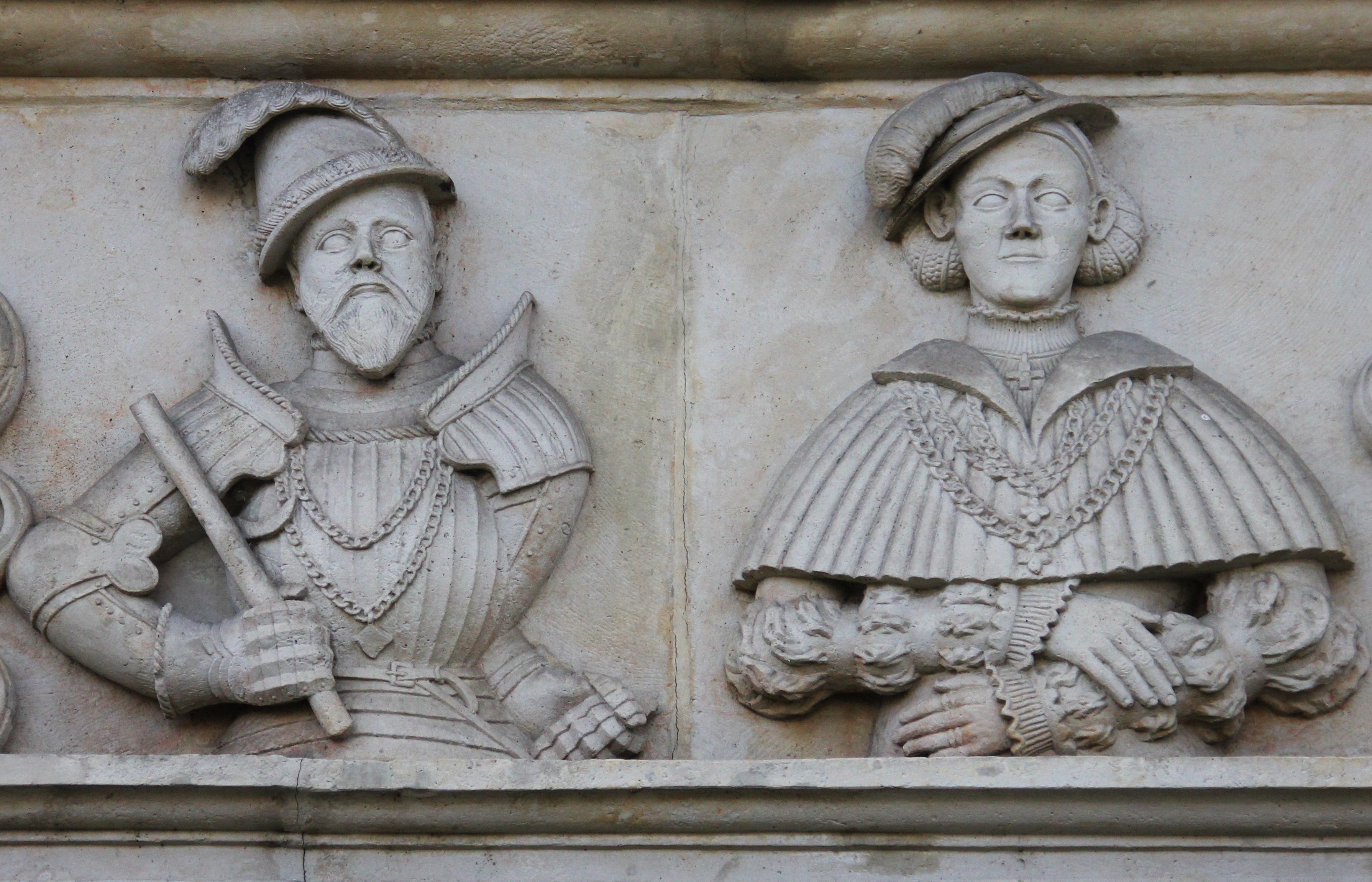
Popiersia księcia Fryderyka III i jego żony Katarzyny von Mecklenburg-Schwerin z portalu nad wejściem do chojnowskiego zamku

Siedzibą Muzeum Regionalnego jest usytuowany w południowo-zachodnim narożniku starego miasta zamek Piastów legnicko-brzeskich. Istniejący obecnie budynek to jedyna zachowana pozostałość renesansowej rezydencji wzniesionej w latach 1546–1547 z inicjatywy księcia Fryderyka III. Obiekt powstał w wyniku gruntownej przebudowy dawnego zamku gotyckiego, z którego do dziś zachowały się jedynie fragmenty murów. Zamek poważnie ucierpiał w wyniku pożarów, które miały miejsce w czasie wojny trzydziestoletniej oraz w 1661 i 1762 roku. Po ostatnim pożarze zdecydowano o odbudowie jedynie skrzydła północno-zachodniego. 

## Ekspozycje stałe
Aktualnie w muzeum w ramach wystaw stałych prezentowane są ekspozycje archeologiczne (pradzieje Ziemi Chojnowskiej, renesansowe kafle odkryte na zamku) oraz historyczne (dzieje miasta, dawne rzemiosła: ślusarstwo, kowalstwo, konwisarstwo oraz militariów (broń biała oraz palna). Ekspozycje uzupełniają zbiory sztuki (malarstwo, grafika), numizmatów, rękodzieła artystycznego oraz mebli. Placówka prezentuje wystawę sgraffito, pochodzących z dworu Schellendorfów z Zagrodna. Natomiast w ramach wystawy plenerowej (lapidarium) prezentowana jest kamieniarka nagrobna i ogrodowa oraz relikty zabudowań zamkowych.

### Renesansowe sgraffita z dworu Schellendorfów w Zagrodnie
W znajdującej się na pierwszym piętrze chojnowskiego zamku sali im. Zygmunta Ryżewskiego, zlokalizowano ekspozycję renesansowych sgraffitów, pochodzących ze ścian dworu Schellendorfów w Zagrodnie. Zdaniem historyków, dzieła powstały najprawdopodobniej w okolicy roku 1567, kiedy to zagrodzieński dwór przechodził przebudowę. Sgrafitta wykonane zostały przypuszczalnie przez włoskiego sgraficiarza monogramistę o inicjałach CB, na podstawie niemieckiej grafiki książkowej, według koncepcji właścicieli dworu – Petera Schellendorfa i jego żony Barbary von Schönaich. Na początku XVIII wieku mocno zniszczone i niemodne już dzieła ścienne zostały zakryte warstwą tynku.

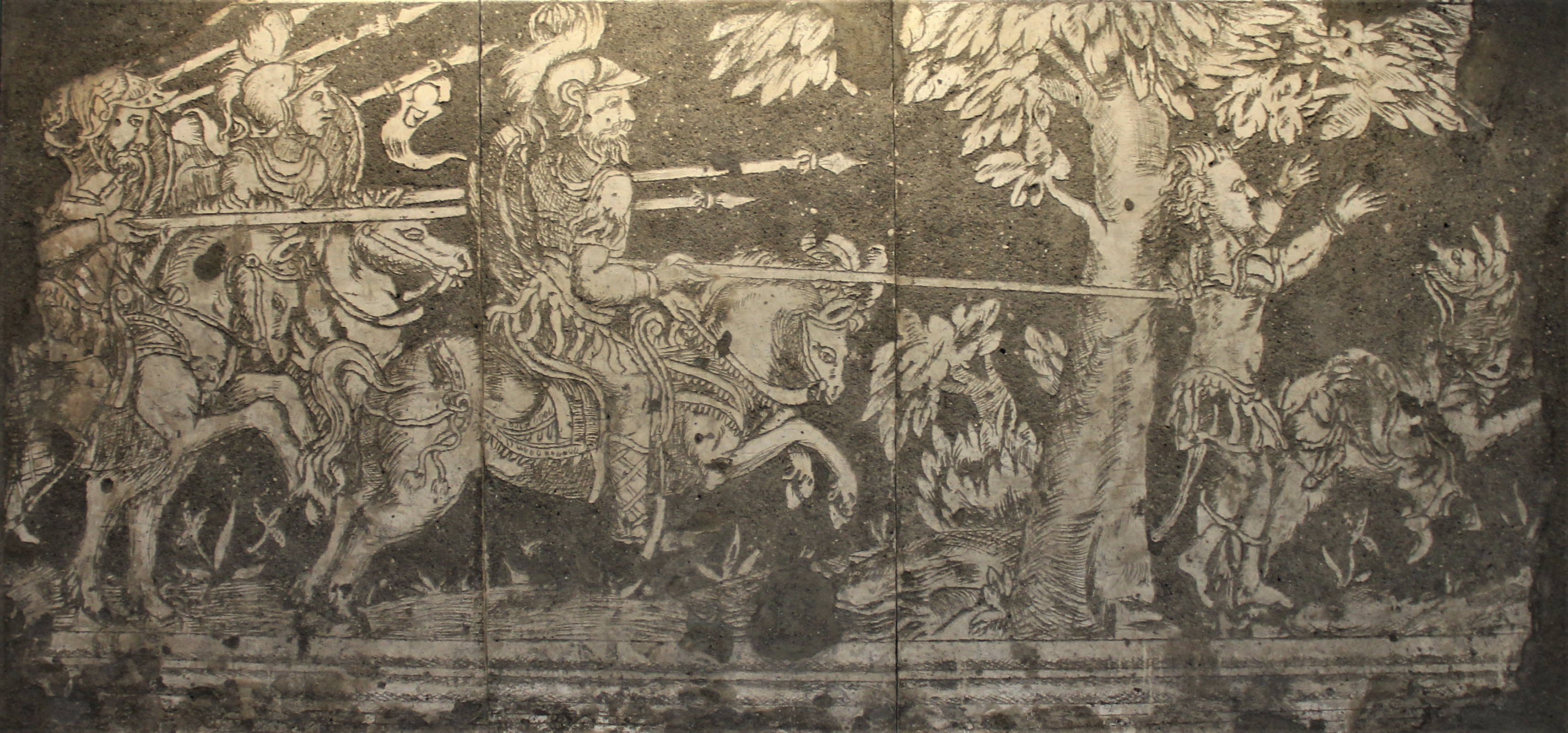
Sgrafitto przedstawiające zabójstwo Absaloma przez Joaba – dowódcę wojsk króla Dawida

Sgraffita, znajdujące się pod wierzchnim tynkiem na elewacjach pałacu, zostały odkryte w latach 70. XX wieku podczas fotograficznej inwentaryzacji prowadzonej przez Krzysztofa Ejsmonda. W kolejnym dziesięcioleciu, ze względu na bardzo zły stan pałacu, Zdzisław Kurzeja – Wojewódzki Konserwator Zabytków, zdecydował o zdjęciu sgraffitów ze ścian budynku i zabezpieczeniu ich. Zadanie zostało przeprowadzone przez grupę studentów pod kierunkiem Mieczysława Steca – konserwatora dzieł sztuki. Sgraffita po konserwacji zostały przekazane do Muzeum Regionalnego w Chojnowie.
Dzieła łączą wątki religijne, etyczne i dydaktyczno-moralizatorskie, które są wzbogacone o aluzje dotyczące właściciela pałacu. Twórca sięgał po wzory graficzne zawarte w drzeworytach zamieszczonych w wydaniach biblii z XVI wieku – dzięki temu udało się zidentyfikować poszczególne sceny zawarte na sgraffitach. 